# Робер Бадентер
Роберт Бадентер (фр. Robert Badinter; Париз, 30. март 1928 — Париз, 9. фебруар 2024) био је француски адвокат, политичар и писац који је донео укидање смртне казне у Француској 1981. године. Такође је служио на високим позицијама у националним и међународним телима која раде за правду и владавину права. Био је шеф Бадентерове комисије у вези с решавањем сукоба у СФРЈ.

## Биографија
Роберт Бадентер је рођен 30. марта 1928. у Паризу у породици Симона Бадентера и Шарлоте Розенберг. Његова бесарабска јеврејска породица емигрирала је у Француску 1921. да би избегла погроме. Током Другог светског рата након нацистичке окупације Париза, његова породица је потражила уточиште у Лиону. Његов отац је ухваћен 1943. године и депортован је са другим Јеврејима у логор за истребљење Собибор, где је убрзо умро.
Бадентер је дипломирао право на Париском Правном факултету Универзитета у Паризу. Затим је отишао у Сједињене Државе да настави студије на Универзитету Колумбија у Њујорку где је магистрирао. Поново је наставио студије на Сорбони до 1954. Године 1965. Бадентер је постављен на место професора на Универзитету Сорбона. Као професор емеритус наставио је да ради до 1996. године.

## Политичка каријера
Бадентер је започео каријеру у Паризу 1951. године, као адвокат у заједничком раду са Анријем Торесом. Године 1965, заједно са Жан-Денисом Бредином, основао је адвокатску канцеларију Badinter, Bredin et partenaires  где се бавио адвокатуром до 1981. године.
Бадентеров активизам против смртне казне започео је након погубљења Роџера Бонтемса 28. новембра 1972. године.
Године 1981. Франсоа Митеран, претходни самопроглашени противник смртне казне, изабран је за председника, а Бадентер је постављен за министра правде. Међу његовим првим акцијама је уношење закона у француски парламент којим се предлаже укидање смртне казне за све злочине, како цивилне тако и војне. Предлог закона је усвојио Сенат након бурне расправе 30. септембра 1981. године. 9. октобра званично је ступио на снагу закон којим је у Француској ступило на снагу укидање смртне казне.
Од марта 1986. до марта 1995. био је председник Уставног савета Француске. Од 1995. до 2011. служио је као сенатор, представљајући департман Сенски висови. 
Године 1989. учествовао је у француском телевизијском програму Апострофи, посвећеном људским правима, заједно са 14. Далај Ламом. Расправљајући о нестанку тибетанске културе са Тибета, Бадентер је употребио израз „културни геноцид“. Он је похвалио пример тибетанског ненасилног отпора.
Бадентера је 1991. године Савет министара Европске заједнице именовао за члана Арбитражне комисије Мировне конференције о Југославији. Арбитражна комисија је дала једанаест савета у вези са "главним правним питањима" која су настала распадом СФРЈ.
Бадентер се противио приступању Турске Европској унији, на основу тога што Турска можда неће моћи да поштује правила Уније. Такође је био забринут због положаја нације, рекавши: „Зашто би Европа била сусед са Грузијом, Јерменијом, Сиријом, Ираном, Ираком, бившим Кавказом, односно најопаснијим регионом ових времена?“.
Као шеф Арбитражне комисије, стекао је велико поштовање међу Македонцима и другим етничким групама у Републици Македонији јер је препоручио „да употреба назива 'Македонија' не може да имплицира било какву територијалну претензија према другој држави”. Подржао је пуно признање републике 1992. године  Због тога је био укључен у израду Охридског споразума у Републици Македонији. Овај споразум се заснивао на принципу да предлоге који се односе на етничку припадност које доноси Народна скупштина треба да подржи већина и македонских и албанских етничких група. Ова друга мањина чини око 25% становништва. Ово се често назива „Бадентеров принцип“.
Бадентер је изабран у Америчко филозофско друштво 2009. године.

## Лични живот
Бадентер се оженио филозофкињом и феминистичком списатељицом Елизабет Блоштајн-Бланше.